# Davon Reed
Davon Malcolm Reed (Ewing, Nueva Jersey, 11 de junio de 1995) es un baloncestista estadounidense, de ascendencia puertorriqueña, que pertenece a la plantilla de los Capitanes de Ciudad de México de la G League. Con 1,96 metros de estatura, juega en la posición de escolta.

## Trayectoria deportiva

### Primeros años
Jugó durante su etapa de secundaria en el Princeton Day School de Princeton (Nueva Jersey), donde en su última temporada, en la que promedió 24,0 puntos y 10,0 rebotes, fue elegido por ESPN como el tercer mejor talento en Nueva Jersey y el 18 en todo el país en el puesto de escolta.

### Universidad
Jugó cuatro temporadas con los Hurricanes de la Universidad de Miami, en las que promedió 10,3 puntos, 3,6 rebotes y 1,7 asistencias por partido. En su última temporada fue incluido en el tercer mejor quinteto de la Atlantic Coast Conference y en el mejor quinteto defensivo.

#### Estadísticas
| Año     | Equipo | PJ | PT | MPP  | %TC  | %3P  | %TL  | RPP | APP | ROB | TPP | PPP  |
| ------- | ------ | -- | -- | ---- | ---- | ---- | ---- | --- | --- | --- | --- | ---- |
| 2013–14 | Miami  | 33 | 10 | 20.7 | .343 | .357 | .673 | 1.7 | 1.2 | .5  | .1  | 6.6  |
| 2014–15 | Miami  | 30 | 21 | 27.5 | .470 | .457 | .727 | 4.0 | 1.9 | .9  | .4  | 8.2  |
| 2015–16 | Miami  | 35 | 35 | 28.8 | .469 | .383 | .816 | 4.1 | 1.2 | .8  | .4  | 11.1 |
| 2016–17 | Miami  | 33 | 33 | 35.3 | .433 | .397 | .833 | 4.8 | 2.4 | 1.3 | .5  | 14.9 |
| Total   | Total  | 65 | 64 | 28.1 | .430 | .395 | .779 | 3.6 | 1.7 | .9  | .4  | 10.3 |

### Profesional
Fue elegido en la trigésimo segunda posición del Draft de la NBA de 2017 por los Phoenix Suns. Sufrió una lesión en el menisco durante el verano que nedesitó cirugía, siendo pronosticada su recuperación en un plazo de cuatro a seis meses. El 28 de diciembre fue asignado a los Northern Arizona Suns como parte del final de su proceso de recuperación. Fue recuperado en enero por Phoenix, debutando en la NBA el día 14 en un partido ante los Indiana Pacers.
Tras ser despedido por los Suns, el 19 de octubre de 2018 fichó por los Indiana Pacers con un contrato dual para jugar también en los Fort Wayne Mad Ants de la G League.
El 4 de septiembre de 2019, firma con los Miami Heat, quienes posteriormente lo asignarían a su filial en la G League, los Sioux Falls Skyforce.
En noviembre de 2020, se une a los Taoyuan Pilots de la P. League+ japonesa. En abril de 2021, rescinde su contrato con el equipo.
En verano de 2021, se une a los Denver Nuggets de cara a la NBA Summer League. Firma y es asignado a los Grand Rapids Gold en octubre.
El 4 de diciembre de 2021 firmó un contrato de 10 días con los Denver Nuggets, el cual fue ampliado posteriormente diez días más, y un tercero el 30 de diciembre. Finalmente firmó un contrato dual el 9 de enero de 2022.
El 9 de julio de 2022, acordó la firma de un contrato de dos años para regresar a los Nuggets.
El 9 de febrero de 2023 es traspasado a Los Angeles Lakers a cambio de Thomas Bryant. Fue despedido el 9 de abril.
El 20 de julio de 2023 firmó con el BC Prometey de la Liga de baloncesto de Letonia-Estonia.
El 3 de diciembre de 2023 se unió a los Memphis Hustle de la NBA G League.
El 4 de septiembre de 2024, sus derechos son traspasados a Capitanes de Ciudad de México a cambio de Mãozinha Pereira.

### Selección nacional
Entre julio y agosto de 2024 fue parte de la selección absoluta de Puerto Rico, que disputó los Juegos Olímpicos de París, finalizando en decimosegunda posición.

## Estadísticas de su carrera en la NBA

### Temporada regular
| Año     | Equipo      | PJ  | PT | MPP  | %TC  | %3P  | %TL  | RPP | APP | ROB | TPP | PPP |
| ------- | ----------- | --- | -- | ---- | ---- | ---- | ---- | --- | --- | --- | --- | --- |
| 2017-18 | Phoenix     | 21  | 1  | 11.5 | .289 | .289 | .667 | 1.9 | .6  | .5  | .1  | 3.0 |
| 2018-19 | Indiana     | 10  | 0  | 4.7  | .417 | .500 | –    | .6  | .3  | .1  | .0  | 1.2 |
| 2021-22 | Denver      | 48  | 5  | 13.9 | .503 | .430 | .667 | 2.3 | 1.1 | .5  | .2  | 4.4 |
| 2022-23 | Denver      | 35  | 1  | 9.0  | .313 | .364 | .750 | 1.6 | .5  | .4  | .1  | 2.3 |
| 2022-23 | L.A. Lakers | 8   | 0  | 3.4  | .750 | .500 | .250 | .5  | .5  | .3  | .0  | 1.0 |
| Total   | Total       | 122 | 7  | 10.6 | .408 | .385 | .667 | 1.7 | .8  | .4  | .1  | 3.1 |